# Pararistolochia
Hexastylis é um género botânico pertencente à família Aristolochiaceae.

## Espécies
- Pararistolochia ceropegioides H
- Pararistolochia goldieana (Hook.f.) Hutch. & Dalziel
- Pararistolochia mannii (Hook.f.) Keay
- Pararistolochia preussii (Engl.) Hutch. & Dalziel
- Pararistolochia promissa (Mast.) Keay
- Pararistolochia schweinfurthii (Engl.) Hutch. & Dalziel
- Pararistolochia triactina (Hook.f.) Hutch. & Dalziel
- Pararistolochia zenkeri (Engl.) Hutch. & Dalziel